# Miasto Duga Resa
Miasto Duga Resa (chorw. Grad Duga Resa) – jednostka administracyjna w Chorwacji, w żupanii karlowacka. W 2011 roku liczyła 11 180 mieszkańców.